# Cultura Cistellera

Mapa dels antics pueblo al Sud-oest dels Estats Units i Mèxic.

La cultura cistellera dels antics pueblo va començar al voltant del 1500 aC i es va estendre fins prop de l'any 500 amb l'inici de l'Era Pueblo I. La cultura prehistòrica del Sud-oest dels Estats Units va ser nomenada "Basketmaker" (cistellera) per la gran quantitat de cistelles que es troba en els jaciments arqueològics de fa 3.000-2.000 anys.

## Els habitants
S'han trobat mòmies ben conservades en coves seques que proporcionen una idea dels antics cistellers. Les dones eren d'uns 5 peus d'alçada i els homes eren de 3 a 4 polzades més alts. Tenien cares llargues i mig estretes per llur constitució robusta. La seva pell variava de marró clar a fosc i tenien els cabells i els ulls de color marró o negre. Els homes duien a vegades pentinats de fantasia però rarament les dones. El pèl de la dona ha estat tallat curt; s'han recuperat quantitats significatives de corda feta de cabell humà, i com que era més probable que els homes portaven pentinats elaborats, la corda de pèl pot procedir de les dones.
Els cistellers duien sandàlies fetes de fibres teixides de yucca o tires de fulles. Hi ha poca evidència de roba a part d'alguns eslips trobats a jaciments arqueològics. Les dones podien portar davantals en ocasions especials. Es tapaven amb mantes de fibra de iuca i de pell de conill per a escalfar-se.
Tant els homes com les dones portaven collarets, braçalets i arracades fetes de cloïsses, pedres, ossos i baies seques. Les cloïsses, principalment orella de mar, conus i olivella provenien de la costa de l'oceà Pacífic, i potser s'obtenien pel comerç.

## Eres cistelleres
En la Primera Era Cistellera II la gent vivia en un estil de vida caçador-recol·lector seminòmada amb la introducció del cultiu del blat de moro, el que va portar a una vida agrària més estable. Alguns dels primers pobles vivien en refugis rupestres a la conca del Riu San Juan. L'excavació dels llocs va mostrar un gran nombre de cistelles (pel que van rebre aquest nom), blat de moro i evidència d'enterraments humans.
No fou fins a l'Última Era Cistellera II (50 - 500) que la gent vivia en habitatges permanents, pures cases de fossa fetes de matolls, troncs i terra. Durant l'última part d'aquest període es va introduir la ceràmica cuita, que a causa de les diferències regionals i evolutives ajudaren en gran manera a datar i seguir els orígens de la ceràmica seguint les excavacions arqueològiques. La caça esdevé més fàcil molt durant l'Era Cistellera III (500 a 750) auan la tecnologia d'arc i fletxa reemplaçaren la llança (atlatl) utilitzada des del període arcaic d'Amèrica.

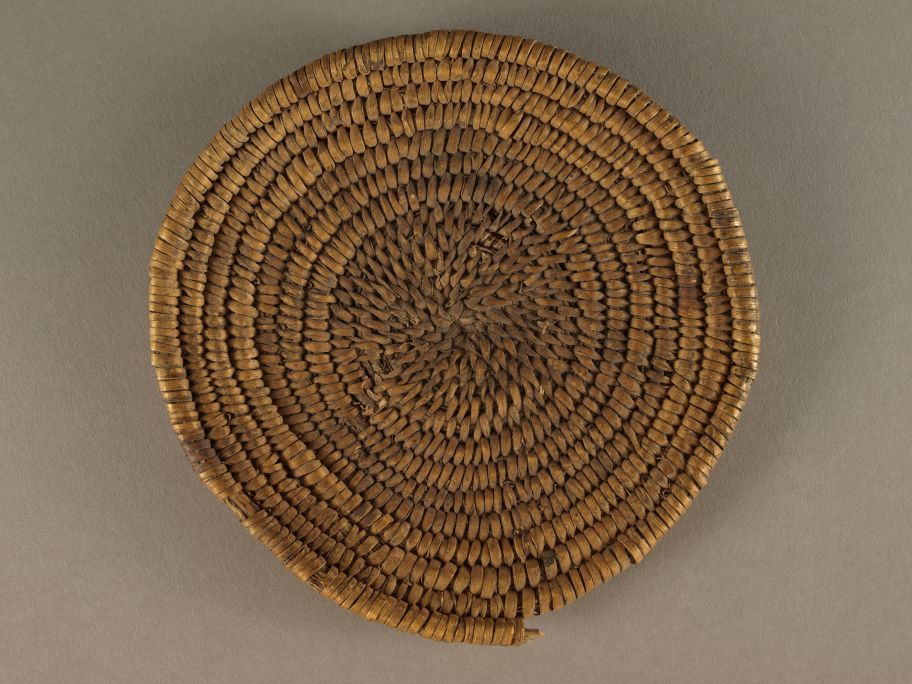
Cistellera II, cistella "dos varetes i paquet" (ca 1 a 700), Zion National Park

Els períodes següents, les Eres Pueblo, van veure la introducció de sobre el sòl, els habitatges de maons de diversos habitatges, eines de pedra més eficients, roba feta de cotó o plomes de gall dindi, i la introducció del cerimonial kiva.

## Paisatge i clima
Al llarg de les eres culturals Antic Pueblo el recurs més important era l'aigua. A les terres baixes el clima era una terra àrida de ginebre i sàlvia. Cap als 1.800 metres d'altitud el clima donava una terra més humida amb arbres de pinyó.

## Grups culturals i períodes
Els grups culturals d'aquest període inclouen:
- Anasazi - sud de Utah, sud de Colorado, nord d'Arizona i nord i centre de Nou Mècix.
- Hohokam - sud d'Arizona.
- Mogollon - sud d'Arizona, sud de Nou Mèxic i nord de Mèxic.
- Pataya - oest d'Arizona, Califòrnia i Baixa Califòrnia.